# Jean Ier de Looz
Pour les articles homonymes, voir Jean Ier.
Jean Ier de Looz, est mort le 19 janvier 1278. Il est le fils aîné d'Arnoul IV, et de  Jeanne de Chiny.
Il succède à son père en 1272 ou 1273, comme comte de Looz et de Chiny. 
Il épouse en premières noces vers 1258, Mathilde de Juliers, fille de Guillaume IV, comte de Juliers, et de Marguerite de Gueldre, dont :
- Arnoul V (1260 † 1327), comte de Looz et de Chiny ;
- Louis ;
- Guillaume, seigneur de Neufchâtel en Ardenne, dont la fille Marie épouse Évrard Ier de La Marck-Arenberg.

Veuf, il se remarie, vers 1269, à Isabelle de Condé († après 1280), dame de Morialmé, fille de Jacques, seigneur de Condé, Bailleul, Morialmé, etc., et sa femme Agnès de Rœulx, dont il a :
- Jean II (1270 † 1311), seigneur d’Agimont, Warcq et Givet, aïeul des comtes de Looz-Agimont, qui forment une ligne particulière de la branche aînée de la maison de Looz, et deviennent par la suite les avoués de la Hesbaye ;
- Jacques, ou Jacquemin († 27 février 1330), chanoine capitulaire de Liège.

## Source
- Foudation for Medieval Genealogy: Jean Ier de Looz.